# Hagia Sofia (Soluň)
Hagia Sofia (řecky: Ἁγία Σοφία) je kostel v řeckém městě Soluň. Svou současnou podobu získal v 7. století, a je tak jedním z nejstarších dochovaných kostelů ve městě. Interiér obsahuje velké množství byzantského umění. Roku 1988 byl kostel zapsán na seznam Světového dědictví UNESCO v rámci položky Paleokřesťanské a byzantské památky v Soluni.
Kostel sv. Marka stál v místě dnešního chrámu od 3. století. V roce 620 se zhroutil, s největší pravděpodobností kvůli zemětřesení. V 7. století byla postavena současná stavba, inspirovaná formou i názvem slavným chrámem Hagia Sofia v Konstantinopoli (dnešní Istanbul v Turecku). V roce 1205, kdy město dobyla čtvrtá křížová výprava, byla Hagia Sofia přeměněna na katedrálu, tento status jí vydržel do roku 1224, kdy město osvobodily prapory Epirského despotátu pod vedením Theodora Komnena Doukase. Po dobytí Soluně osmanským sultánem Muradem II. dne 29. března 1430 byl kostel přeměněn na mešitu nazvanou Ayasofya Camii. Po osvobození Soluně v roce 1912 byl obnoven kostel.
V obrazoborecké éře byla apsida kostela zdobena prostými zlatými mozaikami pouze s jedním velkým křížem. Kříž byl v letech 787-797 po vítězství ikonodulů nahrazen obrazem Bohorodičky. Mozaika v kupoli nyní představuje Nanebevstoupení s citací ze Skutků apoštolů: „Muži z Galileje, proč stojíte a hledíte do nebe?“. Kupoli lemují postavy všech dvanácti apoštolů, Marie a dvou andělů. V letech 1907 až 1909 byl kostel zrekonstruován pod dohledem byzantologa Charlese Diehla poté, co utrpěl mnohá poškození při požáru v roce 1890. Velká část vnitřní výzdoby byla zničena po velkém požáru v Soluni v roce 1917. Kupole byla obnovena až v roce 1980.